# Miss Brasil Globo
O Miss Brasil Globo é um concurso de beleza feminino realizado anualmente na capital do país. O evento visa eleger, entre as representantes de cada Estado, uma que represente a beleza da mulher brasileira e que possa disputar o título de mulher mais bela do planeta no Miss Globo Internacional, concorrendo com representantes de diversos países. O certame internacional foi criado em 1988, entretanto o Brasil só começou a participar em 1994.

## Vencedoras
Abaixo se encontram apenas as últimas vencedoras do certame:
| Ano  | Candidata                | Estado           | Local do Evento          | Ref.   |
| ---- | ------------------------ | ---------------- | ------------------------ | ------ |
| 2021 | Aeny Borges Silva        | Pará             | Hotel Nacional, Brasília | [ 1 ]  |
| 2019 | Thawany Faria            | Paraná           | Hotel Nacional, Brasília |        |
| 2018 | Debora Hoffmann          | Paraná           | Hotel Nacional, Brasília |        |
| 2017 | Mariana Fernandes        | Distrito Federal | Hotel Nacional, Brasília |        |
| 2016 | Letícia Capatto          | Rondônia         | Hotel Nacional, Brasília | [ 2 ]  |
| 2015 | Vanessa Crippa           | Paraná           | Hotel Nacional, Brasília | [ 3 ]  |
| 2014 | Amanda Benvenutti        | Santa Catarina   | Hotel Nacional, Brasília | [ 4 ]  |
| 2013 | Sheislane Hayalla        | Amazonas         | Hotel Nacional, Brasília | [ 5 ]  |
| 2012 | Jakelyne Oliveira        | Mato Grosso      | Hotel Nacional, Brasília | [ 6 ]  |
| 2011 | Joyce de Andrade         | Paraná           | Hotel Nacional, Brasília | [ 7 ]  |
| 2010 | Ana Monique Paim         | Bahia            | Hotel Nacional, Brasília | [ 8 ]  |
| 2009 | Amanda Bocchi Silveira   | Paraná           | Hotel Nacional, Brasília | [ 9 ]  |
| 2008 | Larrisa Santos da Costa  | Amapá            | Hotel Nacional, Brasília | [ 10 ] |
| 2005 | Gabrielle Costa de Souza | Amazonas         | Hotel Nacional, Brasília | [ 11 ] |

### Conquistas por Estado
| Estado            | Títulos | Vitórias                                 |
| ----------------- | ------- | ---------------------------------------- |
| Paraná            | 7       | 1999, 2002, 2009, 2011, 2015, 2018, 2019 |
| Santa Catarina    | 5       | 1995, 1996, 1997, 2006, 2014             |
| Rondônia          | 2       | 2007, 2016                               |
| Amazonas          | 3       | 2003, 2005, 2013                         |
| Mato Grosso       | 2       | 2001, 2012                               |
| Bahia             | 2       | 2005, 2010                               |
| Amapá             | 1       | 2008                                     |
| Rio de Janeiro    | 1       | 2004                                     |
| Minas Gerais      | 1       | 2000                                     |
| Rio Grande do Sul | 1       | 1998                                     |
| Tocantins         | 1       | 1994                                     |

## Outras Franquias

### Atuais
- Miss Brasil Globo
  - (Representante brasileira ao Miss Globe International)
- Miss Globo Brasil
  - (Representante brasileira ao Miss Globe)
- Miss Brasil Model
  - (Representante brasileira ao Miss Model of the World)
- Miss Brasil Atlântico
  - (Representante brasileira ao Miss Atlántico Internacional)
- Rainha Brasileira da Banana
  - (Representante brasileira ao Reina Mundial del Banano

### Antigas
- Miss Brasil Pele Dourada
  - (Envio das candidatas descontinuado)

## Classificação
As classificações das candidatas brasileiras ao concurso de Miss Globo Internacional:
| Ano  | Candidata                  | Estado            | Colocação                     |
| ---- | -------------------------- | ----------------- | ----------------------------- |
| 2017 | Vanessa Crippa             | Paraná            | Semifinalista(Top 15)         |
| 2014 | Amanda Benvenutti          | Santa Catarina    | Semifinalista (Top 10)        |
| 2013 | Sheislane Hayalla          | Amazonas          | 2º. Lugar                     |
| 2012 | Jakelyne Oliveira          | Mato Grosso       | MISS GLOBO INTERNACIONAL 2012 |
| 2011 | Joyce de Andrade           | Paraná            |                               |
| 2010 | Ana Monique Paim           | Bahia             | 4º. Lugar                     |
| 2009 | Amanda Bocchi Silveira     | Paraná            | Semifinalista (Top 10)        |
| 2008 | Larrisa Santos da Costa    | Amapá             |                               |
| 2007 | Helen Cristina da Silva    | Rondônia          | MISS GLOBO INTERNACIONAL 2007 |
| 2006 | Franciele Weinheimer       | Santa Catarina    | Semifinalista (Top 10)        |
| 2005 | Gabrielle Costa De Souza   | Amazonas          | Crystal Kateb Bahia           |
| 2004 | Renata Ribeiro             | Rio de Janeiro    | Semifinalista (Top 15)        |
| 2003 | Priscilla Meirelles        | Amazonas          | MISS GLOBO INTERNACIONAL 2003 |
| 2002 | Sandiscléia Gutierrez      | Paraná            |                               |
| 2001 | Priscila Alves de Andrade  | Mato Grosso       | 4º. Lugar                     |
| 2000 | Daniele Aparecida Morais   | Minas Gerais      | 3º. Lugar                     |
| 1999 | Lucimara Toledo Machovski  | Paraná            | Semifinalista (Top 12)        |
| 1998 | Patrícia Possatti Ferigolo | Rio Grande do Sul | Semifinalista (Top 12)        |
| 1997 | Maxine Nascimento          | Santa Catarina    | Semifinalista (Top 12)        |
| 1996 | Rafaela Linhares           | Santa Catarina    | Semifinalista (Top 12)        |
| 1995 | Silmara Fugazza            | Santa Catarina    | Semifinalista (Top 12)        |
| 1994 | Marina Lima Quites         | Tocantins         |                               |

1. Não houve participação brasileira entre os anos de 1988 a 1993.
2. A vencedora do Concurso Miss Brasil Globo 2005 foi a Miss Amazonas Gabrielle Costa, que não participou do concurso internacional de beleza por encontrar-se doente. O Brasil foi representado pela vice miss Brasil Crystal Kaleb (Miss Bahia).

### Premiações especiais
- Miss Simpatia: Lucimara Toledo Machovski (1999)
- Miss Fotogenia: Amanda Benvenutti (2014)
- Miss Elegância: Sílvia Silmara Fugazza (1995)
- Miss Talento: Helen Cristina Alves (2007)
- Melhor Traje Típico: Maxine do Nascimento (1997), Priscilla Meirelles (2003), Franciele Weinhëimer (2006) e Monique Paim (2010)